# ستان روبنسون
ستان روبنسون (بالإنجليزية: Stan Robinson)‏ هو لاعب دوري الرغبي أسترالي، ولد في 1911، وتوفي في 28 أبريل 1995 في Bexley, New South Wales ‏ في أستراليا.